# Alfred Blumstein
Alfred Blumstein (* 1930 in New York) ist ein US-amerikanischer Systemanalytiker und Kriminologe. Er lehrt als Professor für Stadtforschung und Operations Research an der privaten Carnegie Mellon University in Pittsburgh.
Für seine Beiträge zur Entwicklungskriminologie wurde Blumstein 2007 mit dem Stockholm Prize in Criminology ausgezeichnet. Er hatte die Häufigkeit und Frequenz von Straftaten im Verlauf krimineller Karrieren erforscht.
1971 wurde er zum Fellow der American Association for the Advancement of Science gewählt. 1992 amtierte er als Präsident der American Society of Criminology. Seit 1998 ist er Mitglied der National Academy of Engineering.

## Schriften (Auswahl)
- Criminal careers and "career criminals", National Academy Press, Washington D.C. 1986 (Herausgeber mit anderen), ISBN 0-309-03684-4.
- Crime drop in America, 2., überarbeitete Auflage, Cambridge University Press, New York 2006 (Herausgeber mit Joel Wallman), ISBN 0-521-86279-5.
- Key issues in criminal career research : new analyses of the Cambridge Study in Delinquent Development, Cambridge University Press, New York 2007 (mit Alex R. Piquero und David P. Farrington), ISBN 0-521-84865-2.